# Hypoestes salajeriana
Hypoestes salajeriana är en akantusväxtart som beskrevs av Cornelis Eliza Bertus Bremekamp. Hypoestes salajeriana ingår i släktet Hypoestes och familjen akantusväxter. Inga underarter finns listade i Catalogue of Life.